# Египет во Второй мировой войне
Во время Второй мировой войны Королевство Египет формально оставалось нейтральным, однако Союзники использовали его как военную базу и вели на его территории бои с вооружёнными силами стран Оси.

## Предыстория
В 1882 году Араби-паша возглавил восстание египетских патриотов-офицеров, которое привело к вторжению англичан. Английские войска оккупировали весь Египет. В 1922 году было образовано формально независимое королевство Египет, но англичане продолжали доминировать во всех областях жизни страны. В 1930-х годах в Александрию с Мальты была переведена штаб-квартира Средиземноморского флота Великобритании. В 1936 году Великобритания подписала с Египтом договор, разрешающий размещение британских войск в Египте для защиты Суэцкого канала.
Несмотря на изначально пробританские настроения, к началу Второй мировой войны египетский король Фарук I и его премьер-министр Али Махир больше симпатизировали странам Оси. Египет объявил войну странам Оси только в 1945 году.

## Вторжение фашистской Италии
До войны в Каире была большая итальянская колония. После вступления Италии в войну 10 июня 1940 года почти все итальянские мужчины были арестованы, и почти всё итальянское имущество — конфисковано.
В сентябре 1940 года итальянский диктатор Бенито Муссолини приказал находящимся в Ливии итальянским войскам вторгнуться в контролируемый Великобританией Египет. Несмотря на большое численное превосходство противника, англичане решили провести контрнаступление, и его результат превзошёл все ожидания: большое количество итальянских военнослужащих попало в плен, и англичане продвинулись далеко вглубь Ливии. Однако наступление английских войск было остановлено Черчиллем, который решил перебросить их на помощь Греции. Тем временем Гитлер перебросил в Африку на помощь своему итальянскому союзнику Немецкий Африканский корпус.

## Вторжение нацистской Германии
Немецкий Африканский корпус и его командир Эрвин Роммель быстро отбросили британцев из Ливии обратно в Египет. Немецкое наступление остановилось в июле 1942 года у небольшой железнодорожной станции Эль-Аламейн, всего в паре сотен километров от Каира. В ноябре 1942 года немецкие войска были разбиты во 2-м сражении при Эль-Аламейне, и начали отступать в Ливию. Высадка Союзников в Северной Африке привела к тому, что немецко-итальянским силам пришлось сражаться на два фронта. Они были зажаты в Тунисе и уничтожены.

## Каирская конференция
В конце 1943 года в Каире прошла Каирская конференция союзников.